# Кешаван, Шива
Шива Кешаван Каннан Палан (англ. Shiva Keshavan Kannan Palan; род. 25 августа 1981 года, Манали) — индийский саночник, участник шести зимних Олимпийских игр подряд (1998—2018). Первый индус, который принимал участие в 6 зимних Играх и второй индус по количеству участий в Играх после теннисиста Леандера Паеса (7). Лауреат спортивной премии «Арджуна» (2020).

## Биография
Родился в штате Химачал-Прадеш в семье индийца и итальянки. В четырнадцатилетнем возрасте начал заниматься санным спортом под руководством чемпиона мира, немца Гюнтера Леммера, который занимался развитием санного спорта в странах Азии. Кешаван показал себя достаточно талантливым пилотом, квалифицировавшись на Олимпиаду в Нагано. Он стал самым молодым саночником в истории, которому удалось квалифицироваться на Олимпиаду (в то время ему было лишь 16 лет). На Играх в Нагано индиец показал 28-е время, обойдя четырёх спортсменов. Также участвовал в трех последующих Олимпиадах. Лучший результат — 25-е место показал на Играх в Турине.
В 2014 году Кашеван побывал на Олимпийских играх в Сочи, где финишировал тридцать седьмым в мужской одиночной программе.
Параллельно с занятиями санным спортом обучался во Флорентийском университете, где получил степень магистра в области международных отношений.

## Выступления на Олимпийских играх
| Год  | Место проведения | Результат |
| ---- | ---------------- | --------- |
| 1998 | Нагано           | 28        |
| 2002 | Солт-Лейк-Сити   | 33        |
| 2006 | Турин            | 25        |
| 2010 | Ванкувер         | 29        |
| 2014 | Сочи             | 37        |
| 2018 | Пхёнчхан         | 34        |